# Chris Pearson
Thomas Christopher K. Pearson, detto Chris (Huwl, 1º novembre 1979), è un ex cestista britannico.